# Kastellet (Rønne)
Kastellet (het kasteel), voorheen Citadellen, was een deel van de verdedigingswerken van Rønne. Het is een pulvertoren en het eerste monument op Bornholm dat beschermd werd.

## Kenmerken
Het is gebouwd naar het voorbeeld van andere verdedigingstorens, zoals die op Sardinië en Corsica, waar deze al sinds de zestiende eeuw bestaan. De ronde toren heeft een diameter van achttien meter, een hoogte van tien meter en de muren zijn drie en een halve meter dik. Op de tweede etage stonden tien kanonnen die vanuit vijftien openingen de vijand in alle richtingen konden beschieten. Het dak werd omstreeks 1750 verbouwd en is sindsdien kegelvormig.

## Geschiedenis
Kastellet werd in de periode 1688-1689 gebouwd in opdracht van koning Christian V. Het gebouw lag buiten de stadsmuren, doch achter een schans. Het is een van de oudste gebouwen van de stad en werd op 23 mei 1689 geopend. Dit was vijf jaar later dan het oudste gebouw van de stad, Toldboden uit 1684.
Later bleek dat de tien kanonnen niet tegelijkertijd afgevuurd mochten worden, daar het bouwwerk te zwak was. Later liet Woldemar Reedtz daarom voor de schans een batterij kanonnen aanbrengen. Deze kwamen bekend te staan als Reedtz' Batteri. Heden ten dage heet het Kanondalen.
Kastellet zelf werd hierna gebruikt als depot voor wapens en ammunitie. Later werden hier mensen in quarantaine geplaatst, wanneer zij besmet waren met de pest.
Tijdens de Tweede Wereldoorlog (1940-1945) gebruikte de Duitse bezetter Kastellet als radiotoren. In de kelder werd een generator geïnstalleerd en op de bovenste etage werd een antenne ingericht. Deze zijn na de oorlog verwijderd. De Russen die het eiland in 1945-1946 bezet hielden maakten geen gebruik van deze toren.

## Huidige functie
Kastellet huisvest nu het Forsvarsmuseet ("Defensiemuseum").